# Drapeau de la république de Chine
Le drapeau de la république de Chine (chinois simplifié : 中华民国国旗 ; chinois traditionnel : 中華民國國旗 ; pinyin : Zhōnghuá Mínguó Guóqí), ou drapeau de Taïwan, est rouge avec un canton de couleur bleu marine sur lequel est dessiné un soleil blanc avec douze rayons triangulaires. En chinois, le drapeau est communément appelé Ciel bleu, Soleil blanc et Terre entièrement rouge (chinois simplifié : 青天白日满地红 ; chinois traditionnel : 青天白日滿地紅 ; pinyin : Qīng Tiān, Bái Rì, Mǎn Dì Hóng) afin de refléter ses caractéristiques.
Il est utilisé la première fois en Chine continentale par le Kuomintang (KMT), le parti nationaliste chinois, en 1917 et devient le drapeau officiel de la république de Chine en 1928. Il est entériné dans le 6e article de la Constitution de la république de Chine lors de sa promulgation en 1947. Depuis 1949, le drapeau est essentiellement utilisé à Taïwan, Penghu, Kinmen, Matsu et sur les autres îles périphériques où la république de Chine s'est réfugiée après la guerre civile chinoise contre les communistes.

## Histoire

Le drapeau bleu ciel avec un soleil blanc a été dessiné par Lu Hao-tung en 1895 et est utilisé de nos jours comme pavillon naval de la république de Chine et comme emblème du Kuomintang (KMT).

Le canton (coin supérieur côté palan) trouve son origine dans le drapeau bleu ciel avec un soleil blanc (chinois : 青天白日旗 ; pinyin : qīng tiān bái rì qí) dessiné par Lu Hao-tung, un martyr de la révolution chinoise de 1911. Il présente son dessin afin de représenter l'armée révolutionnaire lors de l'inauguration de la Société pour le redressement de la Chine, un mouvement anti Qing à Hong Kong, le 21 février 1895. Ce drapeau est par la suite adopté comme drapeau du parti du KMT et comme écusson de la république de Chine. La Terre rouge est ajoutée par Sun Yat-sen en hiver 1906, donnant au drapeau sa forme actuelle. Selon George Yeo, le ministre des affaires étrangères de Singapour, à cette époque le ciel bleu était cousu dans la villa de Sun Yat-sen ou de Wan Qing Yuan à Singapour par Teo Eng Hock et sa femme,.
Durant le soulèvement de Wuchang en 1911 qui annonce la République, les différentes armées révolutionnaires possèdent chacune leur propre drapeau. Le drapeau au ciel bleu avec un soleil blanc de Lu Hao-tung's est utilisé dans les provinces du Guangdong, Guangxi, Yunnan et Guizhou. À Wuhan, un drapeau avec 18 étoiles jaunes est utilisé pour représenter les 18 divisions administratives de la Chine à cette époque. À Shanghai et dans le Nord de la Chine, un Drapeau à cinq couleurs (chinois : 五色旗 ; pinyin : wǔ sè qí) est composé de cinq bandes horizontales représentant les cinq principaux groupes ethniques de Chine : le rouge pour les Han, le jaune pour les Mandchous, le bleu pour les Mongols, le blanc pour les Hui et le noir pour les Tibétains. On peut également y voir les Cinq Éléments de la tradition chinoise: rouge pour le feu, jaune pour la terre, bleu pour le bois, blanc pour le métal, et noir pour l'eau.

Le Drapeau à cinq couleurs est utilisé comme drapeau national dès la création de la République en 1912 jusqu'à la fin du gouvernement de Beiyang et des seigneurs de guerre, en 1928.

Lorsque le gouvernement de la république de Chine est fondé le 1er janvier 1912, le drapeau à cinq couleurs est choisi par le Sénat provisoire pour devenir le drapeau national. Le drapeau aux 18 étoiles est adopté par l'armée et le drapeau actuel est adopté par la marine. Sun Yat-sen toutefois ne considère pas le drapeau à cinq couleurs comme approprié, prétextant que l'ordre horizontal sous-entend une hiérarchie ou des classes comme il en existait du temps des dynasties.
Après que le président Yuan Shikai prend le pouvoir de manière dictatoriale en 1913 en procédant à la dissolution de l'Assemblée nationale et en interdisant le KMT, Sun Yat-sen fonde un gouvernement en exil à Tokyo et utilise le drapeau actuel comme drapeau national de la RDC. Il continue à l'utiliser lorsque le KMT fonde un gouvernement rival à Canton en 1917. Le drapeau actuel devient officiel le 17 décembre 1928 par la Loi sur l'emblème national et le drapeau national de la république de Chine (chinois traditionnel : 中華民國國徽國旗法 ; pinyin : Zhōnghuá Mínguó guóhuī guóqífǎ), après la victoire de l'expédition vers le Nord qui renverse le gouvernement de Pékin, même si le drapeau à cinq couleurs continue d'être utilisé localement pour des manifestations non officielles. Une raison pour ce désaccord d'usage trouve son origine dans les préjugés locaux persistants des fonctionnaires et des citoyens du Nord de la Chine, qui préfèrent le drapeau à cinq couleurs, alors qu'au Sud celui de Sun Yat-sen est préféré.
Au cours de la seconde guerre sino-japonaise, les envahisseurs japonais fondent un ensemble de gouvernements marionnettes qui utilisent différents drapeaux. Le Gouvernement de la réforme établi en mars 1936 à Nankin utilise le drapeau à cinq couleurs. Lorsque Wang Jingwei est proposé pour mener le gouvernement installé par les Japonais à Nankin en 1940, il demande à utiliser le drapeau actuel, par provocation envers l'autorité du gouvernement national établi à Chongqing par Chiang Kaï-shek et afin de se positionner personnellement comme le successeur direct de Sun Yat-sen. Toutefois, les Japonais préfèrent le drapeau à cinq couleurs. Comme compromis, ils suggèrent d'ajouter un fanion triangulaire jaune au sommet avec le slogan « Paix, anti-communisme, construction nationale » (chinois : 和平反共建國 ; pinyin : Hépíng fǎn'gòng jiàn guó) en noir, mais cette option est rejetée par Wang. Finalement, Wang et les Japonais s'accordent sur le fait que le fanion jaune ne sera utilisé qu'en extérieur, jusqu'en 1943 lorsqu'il est définitivement abandonné. Les deux gouvernements rivaux utilisent alors le même drapeau, chacun se déclarant comme étant le gouvernement nationaliste légitime de la Chine.
Le drapeau est spécifié dans l'article 6 de la Constitution de la république de Chine de 1947. Après la guerre civile chinoise en 1949, le gouvernement de Tchang Kai-chek se réfugie sur l'île de Taïwan où persiste la république de Chine. Sur le continent, les forces communistes de Mao Zedong fondent la république populaire de Chine et adoptent leur propre drapeau. Le 23 octobre 1954, l'amendement pour la Loi sur l'emblème national et le drapeau national de la république de Chine  est promulguée par le Yuan législatif. La loi précise la taille les mesures le ratio, l'utilisation et la gestion du drapeau.

## Symbolisme
Dans le drapeau Ciel bleu avec un soleil blanc de Lu Hao-tung, les douze rayons du soleil blanc symbolisent les douze mois et les douze shichen (chinois : 時辰 ; pinyin : shíchén), une unité traditionnelle chinoise qui correspond à deux heures actuelles. Sun Yat-sen ajoute la Terre rouge au drapeau pour représenter le sang des révolutionnaires qui se sont sacrifiés afin de renverser la dynastie Qing et créer la RDC. Ensemble, les trois couleurs du drapeau représentent les Trois principes du peuple : le bleu représente le nationalisme et la liberté, le blanc représente la démocratie et l'équité et le rouge représente la fraternité du peuple. Le président Tchang Kai-chek déclare le jour de la fête nationale en 1949 : « Aussi longtemps que le drapeau national avec le ciel bleu, le soleil blanc et la terre rouge flotte sur la terre de Chine, il symbolise l'indépendance et la liberté des descendants de l'empereur Huang. »
Le canton bleu et blanc du drapeau de la RDC est utilisé comme drapeau du parti KMT. Le drapeau est à l'origine de symbolismes supplémentaires en raison du statut politique unique et controversé de Taïwan. À un premier niveau, il représente un symbole clair selon lequel Taïwan n'est pas gouverné par le même gouvernement que la Chine continentale, puisqu'il est différent du drapeau de la RPC.
Entre-temps, puisqu'il a été utilisé à travers toute la Chine, le drapeau est devenu un symbole des mouvements de nationalisme chinois et de réunification chinoise, ainsi qu'un symbole de liaison entre le passé et le présent de la Chine continentale. De plus, le drapeau est dérivé de l'emblème du KMT et la couleur principale du drapeau est associée aux couleurs du parti du KMT. Certains Chinois considèrent le drapeau comme une expression de la fierté et du nationalisme chinois, ainsi qu'un désaveu du régime communiste actuel. De plus, il symbolise également les pensées politiques de Sun Yat-sen et notamment ses Trois principes du peuple.
Ironiquement, du fait de son association avec le nationalisme chinois en opposition avec l'indépendance de Taïwan, le drapeau de RDC trouve un allié inattendu en RPC. En effet, la RPC a critiqué des groupes indépendantistes taïwanais pour vouloir changer ou abolir le drapeau de la RDC et a annoncé que les étapes légales nécessaires à cela seraient à l'origine d'une réaction très négative de la part de la RPC.
Toutefois, l'existence du drapeau de la RDC à Taïwan permet de signifier que Taïwan et ses îles annexes sont sous la juridiction d'un gouvernement distinct de celui de la Chine continentale. Le hissage du drapeau de la RDC est donc fermement défendu par les partisans de l'indépendance taïwanaise les plus extrêmes.

## Détails de construction

Feuille de construction du drapeau national.

Les spécifications des dessins du drapeau sont répertoriées dans la Loi sur le drapeau national et l'emblème de la république de Chine depuis 1928. Le ratio du drapeau est de 2:3. La couleur principale est le rouge. Un quart du drapeau est bleu et contient le soleil aux 12 rayons. Chaque rayon est espacé de 30 degrés, afin de compléter le cercle de 360 degrés. À l'intérieur du soleil, l'anneau bleu est égal au diamètre du soleil divisé par 15.
Dans les années suivantes, d'autres spécificités du canton sont codifiées par la loi. Dans la Loi sur la fabrication et les méthodes du drapeau du parti et national (黨旗國旗之製造及使用辦法), le soleil est dessiné de façon plus spécifique et les valeurs mathématiques sont précisées pour chacun des éléments du drapeau. Dans la loi, le canton préserve un ratio de 2:3, mais les valeurs données sont 24x36. Le diamètre du soleil avec les rayons représente 6/8e de la hauteur du drapeau. Son diamètre est de 1/4 de la largeur du canton, soit 9. L'anneau bleu constitue 1/15e du diamètre du soleil complet, donc sa taille est de 0,6. L'angle des rayons, 30 degrés, et leur nombre total ne sont pas modifiés.
Les couleurs du drapeau sont rouge foncé, blanc et bleu foncé. Le drapeau du KMT utilise uniquement le blanc et le bleu foncé et les deux drapeaux doivent être hissés sur un fleuron doré. La loi ne précise aucun processus d'obtention des couleurs, tel que le processus Pantone, pour confectionner les drapeaux. D'autres publications, comme l'Album des pavillons, ont donné des couleurs approximatives dans le référentiel Pantone. Le bleu foncé correspond à la couleur Pantone 301c et le rouge foncé à Pantone 186c. L'Album des pavillons précise également les couleurs CMJN approximatives du drapeau : le bleu foncé est 100-45-0-10 et le rouge foncé 0-90-75-5.

## Usages
Dans les premières années de la République, sous la tutelle politique du KMT, le drapeau partage la même importance que le drapeau du parti KMT. Ils sont communément affichés sur les murs, avec à gauche celui du KMT et à droite celui de la RDC, chacun des deux étant légèrement inclinés et entourant la photographie du père de la nation, Sun Yat-sen. Lors des sommets tenus avec les KMT et le Parti communiste chinois (PCC) pendant la guerre civile chinoise, le drapeau de la RDC est mis au pied d'égalité avec celui de la République soviétique chinoise. Plus tard, la loi décide que le drapeau doit être représenté à l'horizontale avec le portrait de Sun Yat-sen, au centre de la partie rouge du drapeau. Cette disposition peut être trouvée dans de nombreux bureaux gouvernementaux à Taïwan. Le président et le vice-président prêtent serment devant ce drapeau.
Le drapeau a une présence omniprésente à Taïwan. Le hissage et l'abaissement du drapeau sont accompagnés de façon cérémonieuse avec une chanson dédiée, pendant que les personnes présentes effectuent un salut militaire de la main droite. Les écoliers sont traditionnellement représentés pour assister aux cérémonies du matin lorsque le drapeau est hissé après la diffusion de l'hymne national de RdC.

Le drapeau du Comité olympique de Taipei chinois est utilisé plutôt que le drapeau de la RDC au cours des Jeux olympiques et autres évènement sportifs.

Généralement, le drapeau de la RDC n'est pas utilisé dans les rassemblements internationaux en raison des pressions exercées par la RPC à propos du statut politique de Taïwan. Au lieu de cela, la RDC est souvent représentée sous un pseudonyme (souvent Taipei chinois) et dans le cas des Jeux olympiques il arbore son propre drapeau, le drapeau de Taipei chinois. Le CIO a reconnu la position de la RPC, ce qui a fait de la RDC une entité défunte, la rendant ainsi illégitime à Taïwan. L'interdiction touche également les spectateurs. En effet, durant la finale de tennis de table aux JO de 1996 à Atlanta, la police a arrêté un étudiant taïwanais pour avoir montré un drapeau de la RDC.
Toutefois, le symbolisme du drapeau commence à changer au début du XXIe siècle alors que les relations se réchauffent entre la coalition pan-bleue à Taïwan et le PCC en Chine continentale. Le drapeau de la RDC commence à symboliser l'existence d'une Chine réunifiée dans le passé et potentiellement dans le futur. La RPC a de plus déclaré que si Taïwan change son drapeau, il s'agira d'une importante provocation en faveur de l'indépendance de Taïwan. L'ambiguïté autour du drapeau est apparente lors du voyage du secrétaire du KMT Lien Chan en Chine continentale en avril 2005. Le drapeau de la RDC est en effet affiché avec faste au cours des cérémonies honorant Sun Yat-sen auxquelles participent des officiels du KMT et du gouvernement de la RPC. L'emblème au soleil blanc est encore largement affiché dans un endroit en Chine continentale : le mausolée de Sun Yat-sen à Nankin.
L'usage du drapeau à Taïwan reflète la controverse inhérente à son symbolisme. Alors que les partisans de l'indépendance de Taïwan, comme l'ancien président Chen Shui-bian, vont afficher et saluer le drapeau lors des cérémonies officielles d'État, il n'est jamais présent lors des rassemblements politiques du Parti progressiste démocratique. Il ne s'agit pas uniquement de son association avec la Chine continentale mais aussi parce que le drapeau contient des éléments du drapeau du KMT. Par contraste, le drapeau du RDC est toujours extrêmement utilisé lors des rassemblements politiques de la coalition pan-bleue. Cette différence s'exprime aussi au travers des couleurs utilisées dans les rassemblements. La coalition pan-bleue utilise principalement les couleurs du drapeau du RDC avec beaucoup de bleu et un peu moins de rouge. De son côté, les partis d'indépendance utilisent principalement le vert, mais aucun bleu ni rouge.
Certains partisans de l'indépendance de Taïwan, dont l'ancien président Lee Teng-hui, ont appelé à l'abandon de ce drapeau et proposé certains dessins différents du drapeau. Toutefois, les perspectives de cette demande ne trouvent pas écho puisqu'elle nécessite un changement de constitution. Le drapeau actuel obtient également un important soutien de la part des partisans pan-bleus et assez peu dans le rang des indépendantistes. Enfin, le changement de drapeau risque de tendre les relations avec la RPC. Au cours des élections législatives de 2004 en RDC, il a été brièvement suggéré que la coalition pan-vert allait gagner les élections, ce qui forcerait le KMT à changer d'emblème pour le différencier du drapeau de la RDC. Cette proposition est à l'origine de quelques jours de controverse et a donc rapidement été abandonnée.
Symbole de la continuité de la Taïwan et de la prétention de cette dernière à représenter toute la Chine, son usage contemporain est prohibé en république populaire de Chine. L'Émoji du drapeau de Taïwan est désactivé lors de l'usage d'un IPhone localisé en Chine, et peut conduire au crash de l'appareil.
La république populaire de Chine populaire exerce également des pressions pour tenter de restreindre ou interdire l'usage du drapeau de la république de Chine dans des pays tiers,,,, et a interdit l'entrée sur son territoire à des artistes et personnalités ayant arboré ce drapeau,. En France, l'usage du drapeau de Taïwan lors des Gay Games 2018, manifestation à laquelle la république populaire de Chine n'a pas participé, aurait ainsi été l'objet de pression diplomatique de la Chine. En 2017, le gouvernement cambodgien a interdit l'usage du drapeau taïwanais sur son territoire. La république populaire de Chine censure régulièrement dans ses médias les images tournées à l'étranger faisant apparaître le drapeau de la république de Chine.

## Drapeaux similaires
Les drapeaux similaires à celui de la  RDC sont :
- l'ancien drapeau de la Birmanie (Myanmar) entre 1974 et 2010 ;
- l'ancien drapeau de la République khmère (Cambodge) entre 1970 et 1975 ;
- le drapeau des Samoa ;
- le drapeau de la république d'Extrême-Orient ;
- le Red Ensign, le pavillon civil du Royaume-Uni.

Le soleil utilisé dans le drapeau de la république de Chine est également similaire à celui utilisé sur le drapeau de la Namibie .
Il a été rapporté que des spectateurs taïwanais ont soutenu l'équipe de Taïwan de baseball avec un drapeau de la Birmanie au cours des Jeux olympiques d'été de 2008 à Pékin, ainsi que dans d'autres compétitions sportives internationales. En RPC, l'affichage public du drapeau de la RDC est en effet interdit,.